# Cabo Orange nationalpark
Cabo Orange nationalpark är en nationalpark i Brasilien. Den ligger i kommunen Oiapoque och delstaten Amapá, i den norra delen av landet, 2 200 km norr om huvudstaden Brasília.
Trakten runt Cabo Orange nationalpark består huvudsakligen av våtmarker. Trakten runt Cabo Orange nationalpark är nära nog obefolkad, med mindre än två invånare per kvadratkilometer.